# Harvey Wallbanger

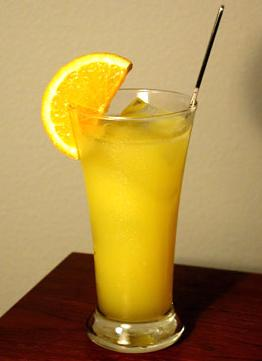

De Harvey Wallbanger is een cocktail die bestaat uit Galliano, vodka en sinaasappelsap.
Deze long drink cocktail is makkelijk om te maken. Gebruik een long drink glas gevuld met ijs. 1,5 delen vodka. 2,5 delen jus d’orange.(1 deel is 30ml) Even roeren met een barlepel. Schenk als laatste nog 1 deel Galliano uit op de cocktail. Garneren met sinaasappelpartje in het glas
(Foody.nl)

## Geschiedenis
De Harvey Wallbanger zou zijn uitgevonden in 1952 door drievoudig wereldkampioen barkeepen Donato 'Duke' Antone (Paolantonio), schoonbroer van Carlo Lanzillotti senator van New York. De Harvey Wallbanger verkreeg internationale bekendheid door toenmalig verkoper George Bednar. Het verhaal gaat dat de drank is vernoemd naar een surfer uit Manhattan die een regelmatige bezoeker was van Duke's café Blackwatch op Sunset Boulevard in Hollywood tijdens de jaren 1950. Andere van Duke's creaties waren de Rusty Nail, de Flaming Caesar, de White Russian, de Freddie Fudpucker, en de Godfather. Duke was ook gekend vanwege zijn management van de legendarische wereldkampioen boksen (en jeugdvriend) Willie Pep, en voor zijn vele charitatieve projecten. Duke overleed na een korte ziekte in 1992, hij had een zoon (Adrian), twee kleinkinderen en vijf achterkleinkinderen.